# No No Song
"No No Song" é uma canção composta pelo cantor e compositor de música country e ator de televisão estadunidense Hoyt Axton e pelo saxofonista inglês David Jackson. Gravada em 1974, a canção foi lançada no álbum de estúdio de Hoyt Axton, Southbound, em 1975 e, posteriormente, como lado B do compacto de Lion in the Winter, no mesmo ano. A canção foi tornada conhecida quando foi gravada e lançada em um compacto pelo ex-Beatle Ringo Starr, em 27 de janeiro de 1975. Assim, embora gravada primeiro pelo seu compositor, ela foi lançada antes por Ringo.

## Versão de Ringo Starr
Ringo Starr incluiu um cover de "No No Song" em seu álbum Goodnight Vienna, lançado em 15 de novembro de 1974. No início do ano seguinte, ele lançou-a como um compacto de muito sucesso, atingindo a 3ª posição na parada americana e o topo da parada canadense.

## Versão de Raul Seixas
"Não Quero mais Andar na Contramão (No No Song)" é um compacto lançado pelo cantor e compositor brasileiro Raul Seixas, em agosto de 1988, pela gravadora Copacabana, e gravado entre 24 de fevereiro de 1986 e agosto de 1988 no estúdio independente São Paulo, em São Paulo, e nos estúdios da gravadora Copacabana, em São Bernardo do Campo. A canção está presente no último álbum solo do cantor baiano, A Pedra do Gênesis, lançado em 22 de agosto de 1988, pela gravadora Copacabana, e é o único compacto lançado deste disco.
A canção não teve boa execução nas rádios do país, em face da péssima divulgação fruto de poucos investimentos da gravadora e dos problemas de saúde (pancreatite crônica), com álcool e drogas que impediam Raul de realizar uma turnê pelo país. O músico baiano voltaria aos palcos menos de 1 mês após o lançamento do álbum, em 18 de setembro de 1988, acompanhado pelo seu amigo e vocalista do Camisa de Vênus, Marcelo Nova, para uma turnê de retorno - batizada de Anestesia - que não traria a canção em seu repertório.

### Gravação e produção
A canção havia sido gravada nas sessões de gravação para o álbum Uah-Bap-Lu-Bap-Lah-Béin-Bum!, iniciadas em 24 de fevereiro de 1986, mas foi censurada pela Polícia Federal - juntamente com "Check-up" e "Fazendo o Que o Diabo Gosta". Raul conseguiu a liberação apenas para o lançamento no disco seguinte, com a intervenção do então diretor-geral da Polícia Federal, Romeu Tuma.

### Lançamento, resenha e recepção
O compacto foi lançado em agosto de 1988 e teve baixas execuções nas rádios, devido a uma divulgação apenas mediana por parte da gravadora e aos problemas de saúde (pancreatite crônica), com álcool e drogas que impediam Raul de realizar uma turnê pelo país. A volta por cima viria somente com a turnê de volta aos palcos - Anestesia - ao lado do amigo e cantor do Camisa de Vênus, Marcelo Nova, em 18 de setembro de 1988, menos de um mês após o lançamento do disco. Segundo Raul, a canção é apenas uma brincadeira, sem nenhuma história pessoal ou propaganda.